# Thyroderus kittenbergeri
Thyroderus kittenbergeri là một loài bọ cánh cứng trong họ Cerylonidae. Loài này được Heinze miêu tả khoa học năm 1944.